# Carlos Menjívar
Carlos Alberto Menjívar Aguilar Jr. (né le 13 avril 1981 à San Francisco en Californie) est un joueur de football international salvadorien, qui évolue au poste de milieu de terrain.

## Biographie

### Carrière en sélection
Avec l'équipe du Salvador, il joue 16 matchs (pour aucun but inscrit) entre 2002 et 2007. 
Il figure dans le groupe des sélectionnés lors des Gold Cup de 2003 et de 2007. Il atteint les quarts de finale de cette compétition en 2003.

## Palmarès
CD FAS
- Championnat du Salvador (3) :
  - Champion : 2002 (Clôture), 2002 (Ouverture) et 2003 (Ouverture).